# Eustache Muhanzi Mubembe
Eustache Muhanzi Mubembe est un homme politique congolais, membre de l'Union pour la nation congolaise (UNC). 
Depuis mars 2023, il est ministre de la Décentralisation et des Réformes institutionnelles au sein du second gouvernement de Jean-Michel Sama Lukonde.
Il est ministre de l'Entrepreneuriat et des Petites et moyennes entreprises de 2021 à 2023 et ministre des Ressources Hydrauliques et de l’Électricité de 2019 à 2021.

## Biographie
Originaire du territoire de Kabare (Sud-Kivu), Eustache Muhanzi Mubembe est membre de l'Union pour la nation congolaise (UNC), au sein duquel il occupe la fonction de secrétaire général adjoint chargé du processus électoral jusqu'en 2019,.
Membre de la coalition « Cap pour le changement » (Cach) du président Félix Tshisekedi, il est nommé ministre d'État ainsi que ministre des Ressources Hydrauliques et de l’Électricité le 26 août 2019 au sein du gouvernement Ilunga (premier gouvernement de cette présidence). Il doit y collaborer avec un vice-ministre membre du PPRD (parti de l'ancien président Joseph Kabila), Papy Pungu Lwamba. Il prend ses fonctions le 9 septembre 2019, succédant à Pierre Kangudia qui assurait l'intérim du ministère dans le gouvernement de transition.
En février 2020, il fait partie des signataires d'un protocole d'accord entre le gouvernement congolais et General Electric, dans lequel la société américaine s'engage à investir plus d'un milliard de dollars au Congo, notamment dans les barrages d'Inga.
Le 12 avril 2021, il est nommé ministre d'État, de l'Entrepreneuriat et des Petites et moyennes entreprises au sein gouvernement Lukonde. Il succède à Justin Kalumba Mwana Ngongo le 27 avril.